# Rudolf Raimann
Pour les articles homonymes, voir Reimann.
Rudolf Raimann (7 mai 1861, Veszprém, Hongrie – 26 septembre 1913, Vienne, Autriche) est un compositeur hongrois.
Pendant de nombreuses années, il a été le compositeur et le directeur de la musique du Prince Esterházy. Il a composé 15 opéras et opérettes pour la cour, dont Enoch Arden est considérée comme sa meilleure œuvre. Il a aussi écrit de nombreuses pièces pour la voix et des mélodies pour le piano.

## Liste partielle des opéras et opérettes
- Enoch Arden, opéra, d'après Alfred Tennyson, créé le 8 mai 1894 à Budapest
- Er und seine Schwester, farce avec chansons, livret de Bernhard Buchbinder (1902)
- Das Waschermädel, opérette créée le 19 avril 1905 à Vienne
- Paula macht alles, opérette créée le 27 mars 1909 à Vienne
- Die Frau Gretl, opérette créée le 7 avril 1911 à Vienne
- Unser Stammhalter, opérette créée le 15 novembre 1912 à Vienne